# Elizabeth Banks
Elizabeth Maresal Mitchell (Pittsfield, 10 februari 1974) is een Amerikaans televisie- en filmactrice en regisseur. Ze gebruikt de artiestennaam Elizabeth Banks om niet verward te worden met de andere acterende Elizabeth Mitchell. Banks werd zowel in 2011 als 2012 genomineerd voor een Primetime Emmy Award, beide keren voor haar gastrol als Avery Jessup in de komedieserie 30 Rock. In 2004 werd ze samen met de gehele cast van de dramafilm Seabiscuit genomineerd voor een Screen Actors Guild Award.

## Biografie
Banks is de oudste uit een gezin van vier kinderen. Ze debuteerde in 1998 als filmactrice in Surrender Dorothy en had een herhaaldelijke gastrol in de komedieserie Scrubs, als Dr. Kim Briggs.
Tot Banks' filmrollen behoort onder meer die van strippersonage Betty Brant in de superheldenfilms Spider-Man, Spider-Man 2 en Spider-Man 3. Vlak voor het verschijnen van het derde deel speelde ze in Invincible. Dat Banks niet wordt getypecast, blijkt uit het gegeven dat ze tevens in zowel romantische komedies verschijnt (zoals The 40 Year Old Virgin en Definitely, Maybe) als in horrorfilms (zoals Slither en The Uninvited).

### Privé
Mitchell trouwde op 5 juli 2003 met Max Handelman, die ze in 1992 ontmoette op de University of Pennsylvania. Ze zijn de ouders van twee zonen, beide geboren via een draagmoeder.

## Filmografie
- Cocaine Bear (2023) (regisseur)
- Charlie's Angels (2019) - Bosley
- Brightburn  (2019) - Tori Breyer
- The Lego Movie 2: The Second Part (2019) - Lucy / Wyldstyle (stem)
- The Happytime Murders (2018) - Jenny
- Pitch Perfect 3 (2017) - Gail
- Power Rangers (2017) - Rita Repulsa
- The Hunger Games: Mockingjay - Part 2  (2015) - Effie Trinket
- Magic Mike XXL (2015) - Paris
- Pitch Perfect 2  (2015) - Gail
- The Hunger Games: Mockingjay - Part 1  (2014) - Effie Trinket
- Love & Mercy (2014) - Melinda Ledbetter
- Walk of Shame (2014) - Meghan Miles
- Every Secret Thing (2014) - Nancy Porter
- The Lego Movie (2014) - Lucy / Wildstyle (stem)
- Little Accidents (2014) - Diane Doyle
- The Hunger Games: Catching Fire (2013) - Effie Trinket
- Movie 43 (2013) - Amy
- Pitch Perfect (2012) - Gail
- People Like Us (2012) - Frankie
- What to Expect When You're Expecting (2012) - Wendy
- The Hunger Games (2012) - Effie Trinket
- Man on a Ledge (2012) - Lydia Mercer
- Our Idiot Brother (2011) - Miranda
- The Details (2011) - Nealy Lang
- The Next Three Days (2010) - Lara Brennan
- The Uninvited (2009) - Rachel
- Role Models (2008) - Beth Jones
- W. (2008) - Laura Bush
- Zack and Miri Make a Porno (2008) - Miriam "Miri" Linky
- Lovely, Still (2008) - Alex
- Meet Dave (2008) - Gina Morrison
- Definitely, Maybe (2008) - Sarah Hayes/Emily Jones
- Fred Claus (2007) - Charlene
- Meet Bill (2007) - Jess
- Spider-Man 3 (2007) - Betty Brant
- Invincible (2006) - Janet Cantrell
- Slither (2006) - Starla Grant
- Daltry Calhoun (2005) - May
- The 40 Year Old Virgin (2005) - Beth
- The Baxter (2005) - Caroline Swann
- The Sisters (2005) - Nancy Pecket
- Sexual Life (2005) - Sarah
- Heights (2005) - Isabel
- Spider-Man 2 (2004) - Betty Brant
- Seabiscuit (2003) - Marcela Howard
- The Trade (2003) - Sioux Sever
- Stella Shorts 1998-2002 (2002) - Vrouw in de jogales
- Catch Me If You Can (2002) - Lucy Forrest
- Swept Away (2002) - Debi
- Spider-Man (2002) - Betty Brant
- Ordinary Sinner (2001) - Rachel
- Wet Hot American Summer (2001) - Lindsay
- Shaft (2000) - Treys vriend
- Surrender Dorothy (1998) - Vicki

## Televisieseries
*Exclusief eenmalige gastrollen
- Mrs. America - Jill Ruckelshaus (2020, negen afleveringen)
- Wet Hot American Summer: Ten Years Later - Lindsay (2017, vijf afleveringen)
- Moonbeam City - stem Pizzaz Miller (2015, tien afleveringen)
- The Muppets - Elizabeth Banks (2015, twee afleveringen)
- Wet Hot American Summer: First Day of Camp - Lindsay (2015, zes afleveringen)
- Modern Family - Sal (2009-2017, zes afleveringen)
- 30 Rock - Avery Jessup (2010-2012, vijftien afleveringen)
- Scrubs - Dr. Kim Briggs (2006-2009, vijftien afleveringen)
- American Dad! - Lisa Silver / Becky Arangino (2007-2008, drie afleveringen)
- Wainy Days - Shelly (2007-2008, drie afleveringen)
- Comanche Moon - Maggie (2008, drie afleveringen - miniserie)